# Tristiropsis
Tristiropsis is een geslacht uit de zeepboomfamilie (Sapindaceae). De soorten komen voor van Maleisië tot in het noordwesten van het Pacifisch gebied.

## Soorten
- Tristiropsis acutangula Radlk.
- Tristiropsis apetala Leenh.
- Tristiropsis ferruginea Leenh.

... · 
Acer (Esdoorn) · 
Aesculus (Paardenkastanje) · 
Alectryon · 
Allophylus · 
Atalaya · 
Dimocarpus · 
Harpullia · 
Litchi (Lychee) · 
Paullinia · 
Sapindus (Zeepnotenboom) · 
Talisia · 
Zanha · 
...